# Лепсинский уезд
Лепсинский уезд — административно-территориальная единица Семиреченской области Туркестанского генерал-губернаторства (в 1882—1899 годах — Степного генерал-губернаторства) Российской империи.

## История
Уезд образован под названием Сергиопольский 14 апреля 1867 года с центром в г. Сергиополь в составе Семипалатинской области. Включён в Семиреченскую область при её формировании 11 (23) июля 1867 года. В 1893 году административный центр был перенесён в г. Лепсинск, а уезд переименован в Лепсинский. После ликвидации Семиреченской области в 1924 году вошёл в состав Джетысуйской губернии. Упразднён 17 января 1928 года.
Уезд включал в свой состав следующие волости:
- 1. Акчаулинская
- 2. Аягузская
- 3. Арганатинская
- 4. Таукум-балкашская
- 5. Мурзатай-карасуйская
- 6. Урджарская
- 7. Барлыкская
- 8. Эмельская
- 9. Алакульская
- 10. Чербактинская
- 11. Маканчи-садыровская
- 12. Балкаш-лепсинская
- 13. Кыскач-садыровская
- 14. Мамбетпай-кыскачевская
- 15. Западно-чинжилинская
- 16. Чинжилинская
- 17. Каракольская
- 18. станица Сергиопольская
- 19. станица Лепсинская
- 20. станица Урджарская
- 21. станица Саркандская
- 22. станица Захарьевская (Бахты)
- 23. Константиновская
- 24. Герасимовская
- 25. Стефановская (Уч-Арал)
- 26. Колпаковская
- 27. Тополёвская

## Природная характеристика
На территории уезда находятся горы Джунгарского Алатау и Тарбагатая. Горные склоны поросли лесом, состоящим из ели, пихты, лиственницы, тополя, осины, березы и яблони. Но основную часть уезда занимает степь, по большей части лёссовая или глинисто-солончаковая, с характером среднеазиатской пустыни. Степь покрыта редкой полынью и колючим кустарником, а по берегам рек узкой полосой растет лес, состоящий из ив, джиды и тополя.
На территории уезда находятся озёра Сасыкколь, Алаколь, Уялы и восточный конец Балхаша. Наиболее крупными реками являются Лепсы (частично судоходна), Аягуз, Урджар, Тентек и Эмиль.

## Хозяйственная деятельность
Оседлое население занимается земледелием (зерновые, картофель, бахчевые), садоводством (яблони, груши), пчеловодством и животноводством. Кочевые казахи занимаются разведением овец, коней, верблюдов.
Промышленность уезда представлена предприятиями первичной переработки сельскохозяйственной продукции: мельницы, крупорушки, кожевенные заводы, винокурни.